# The Mission Song
The Mission Song (Brasil: O Canto Da Missão / Portugal: O Canto da Missão) é um romance de suspense / espionagem por John le Carré, publicado em Setembro de 2006. Set contra o fundo do caótico leste do Congo, a história envolve o planejamento de um golpe apoiado pelo Ocidente, na província de Kivu. Os eventos são fictícios, mas o livro evoca uma imagem rica e detalhada das tensões políticas e raciais da região, com destaque para a ganância e a amoralidade de burocratas locais e dos interesses ocidentais, e chamando a atenção para a apatia da imprensa britânica sobre a continuação humanitária crise da Guerra do Congo.

## Enredo
Bruno Salvador, conhecido como Salvo, é órfão, filho ilegítimo de um missionário católico irlandês e de uma mulher nativa do Congo. É educado em Inglaterra e é falante fluente e adepto dos "idiomas indígenas em desaparecimento do Este do Congo", encontrando um chamamento natural como intérprete especialista, empregado nos hospitais, tribunais, corporações citadinas de Londres e nos serviços secretos britânicos.
Bruno tem um caso extra-conjugal apaixonado com uma enfermeira congolesa, Hannah. A caminho entre um encontro com Hannah para uma festa com a sua esposa jornalista, tem um trabalho urgente no Ministério da Defesa, para ser intérprete numa conferência entre senhores da guerra congoleses e apoiantes ocidentais, o "Sindicato". Fica a saber que o seu objectivo é ejectar os ocupantes ruandeses de Kivu e lá instalar um político liberal e benevolente como dirigente, "Mwangaza".
Levado a uma ilha sem nome no Mar do Norte, Salvo está preparado para a tarefa. Além de interpretar na conferência, deve também decifrar gravações de microfones escondidos na ilha. Sem o conhecimento dos seus empregadores, Salvo ouve entretanto um dos delegados congoleses, que mostrou sinais de abandonar o acordo, e é torturado pelos seus empregadores. Torna-se aparente que o objectivo verdadeiro do "Sindicato" é saquear coltan e outros bens minerais de Kivu, e Mwangaza não é mais do que um fantoche. No final da conferência, Salvo arruma as gravações e as suas notas antes de regressar a Londres.
Bruno tenta, ajudado por Hannah, alertar as autoridades e a imprensa de forma a prevenir o golpe. Acabou por falhar de qualquer forma, e Bruno é preso e destituído da sua cidadania britânica. No final do romance, Salvo definha numa instalação de requerentes de asilo, esperando a sua deportação para o Congo, onde ficará reunido com Hannah.

## Recepção crítica
O livro recebeu críticas positivas. O agregador de críticas Metacritic atribuiu ao livro a pontuação média de 63 em 100, com base em 25 críticas. O Canto da Missão foi abordado no programa Book at Bedtime da BBC Radio 4 de 2 a 13 de Outubro de 2006, lido por Paterson Joseph. David Oyelowo narra o áudio-livro de 2007 O Canto da Missão. Do seu desempenho, a revista AudioFile destacou Oyelowo como um músico a solo "tocando todos os instrumentos numa sinfonia" numa interpretação "inspirada" da obra escrita por John le Carré.